# Michael Pössinger
Michael „Michl“ Pössinger (* 18. Januar 1919 in Ettal; † 23. Mai 2003 in Garmisch-Partenkirchen) war ein deutscher Offizier in der Gebirgstruppe der Wehrmacht sowie der Bundeswehr und darüber hinaus ein erfolgreicher Wintersportler.

## Leben

### Zweiter Weltkrieg
Pössinger stammte aus einer Familie von Kleinbauern, besuchte die Klosterschule in Ettal und wählte 1937 die Soldatenlaufbahn bei den Gebirgsjägern (Regiment 98). 1939 nahm er als Unteroffizier und Zugführer am Überfall auf Polen teil und 1940 als Leutnant am Frankreichfeldzug, bei dem er am 19. Juli 1940 das Ritterkreuz des Eisernen Kreuzes erhielt. 1940 zum Oberleutnant befördert nahm er am Balkanfeldzug 1941 teil und war ab Juni 1941 als Kompanieführer an der Ostfront, wo er mit einer Ski-Kompanie Nachschubverbindungen hinter den russischen Linien sabotierte. Im Sommer 1942 wurde er bei Kämpfen im Kaukasus schwer verwundet, kehrte aber im Laufe des Jahres zu seiner Kompanie im Kaukasus zurück und erhielt am 16. Februar 1943 das Deutsche Kreuz in Gold. 1943 war er als Bataillonsführer im Gebirgsjäger-Regiment 98 bei der Partisanenbekämpfung im Balkan eingesetzt.
Im September 1943 war er an Maßnahmen gegen die ehemaligen italienischen Verbündeten in Griechenland beteiligt und im Oktober zum Hauptmann befördert. Nach eigenen Angaben in seinen Erinnerungen war er am Massaker an 4000 italienischen Kriegsgefangenen auf der griechischen Insel Kefalonia nicht beteiligt. Hermann Frank Meyer vermutete eine Beteiligung der von Pössinger geführten 6. Kompanie des 98. Regiments an einem anderen Massaker am 10. Juli 1943 in Kefalovryso, bei dem 21 Griechen bei lebendigem Leib verbrannten.
Im Oktober 1944 wurde er zum Major befördert und war danach an der Verteidigung Ostpreußens beteiligt, wo er für einen Entlastungsangriff bei Allenstein am 28. Februar 1945 das Eichenlaub zum Ritterkreuz des Eisernen Kreuzes (759. Verleihung) erhielt. Im März 1945 wurde er verwundet und nach Garmisch-Partenkirchen verlegt (damals Lazarettstadt), das er in Absprache mit dem Standortältesten Oberst Ludwig Hörl (1901–1993) als Parlamentär an die US-Amerikaner übergab, wobei er nach eigenen Aussagen eine schon beschlossene Bombardierung der Stadt abwenden konnte. Am 1. Mai 1945 wurde ihm die Nahkampfspange in Gold verliehen.

### Ziviltätigkeit und Wintersportkarriere
Im Mai 1945 aus US-amerikanischer Kriegsgefangenschaft entlassen, war Pössinger nach dem Krieg als Kaufmann tätig. Zugleich widmete er sich, wie bereits zuvor, wiederum aktiv dem Wintersport. 1941 hatte er bei den (1946 nachträglich für ungültig erklärten) Alpinen Skiweltmeisterschaften im italienischen Cortina d’Ampezzo eine Silbermedaille gewonnen. Nach dem Krieg wurde er zunächst im Bobsport aktiv und gewann im Viererbob bei den Weltmeisterschaften 1951 in Alpe d´Huez Gold, 1953 in Garmisch-Partenkirchen Bronze (geteilt mit Schweden), 1954 in Cortina d’Ampezzo Silber. Später engagierte er sich für den jungen Biathlon-Sport, dessen Referent er im Deutschen Ski-Verband wurde. Maßgeblich trug er dazu bei, dass Garmisch-Partenkirchen 1966 Austragungsort der Weltmeisterschaften wurde, was wiederum sehr der Popularität dieser Sportart in Deutschland zugutekam. Pössinger war im Biathlon Chef-Kampfrichter bei sechs Olympischen Winterspielen und 15 Biathlon-Weltmeisterschaften.

### Bundeswehrlaufbahn
Beim Aufbau der Bundeswehr wurde er im Herbst 1956 als Major (was seinem letzten Dienstgrad bei der Wehrmacht entsprach) zum Kommandeur des Gebirgsjägerbataillons 8 (später 221) ernannt. 1958 wurde er zum Oberstleutnant befördert; von 1961 bis 1965 war Pössinger Lehrgruppenkommandeur und stellvertretender Schulkommandeur an der Gebirgs- und Winterkampfschule in Mittenwald. Anschließend war er bis zu seiner Pensionierung im Jahre 1975 Kommandeur des Verteidigungskreiskommandos (VKK) 653 in Murnau am Staffelsee.

### Letzte Lebensjahre
1997 erschienen Pössingers Lebenserinnerungen, die auf der Grundlage persönlicher Berichte von Josef Bader im Stil einer Autobiographie (aus der Ich-Perspektive) niedergeschrieben worden waren. Das Geleitwort schrieb der ehemalige bayerische Ministerpräsident Max Streibl, mit dem Pössinger ein freundschaftliches Verhältnis verband.
Zu Michael Pössingers Beisetzung stellte die Bundeswehr ein Ehrengeleit.